# 何可化
何可化，直隸大寧都水衛人，清朝政治人物、進士出身。

## 生平
順治三年，登進士，授戶部員外郎。顺治十五年，改任河南道监察御史。